# Imre Nagy
Imre Nagy (Kaposvár, 7. lipnja 1896. – Budimpešta, 16. lipnja 1958.), mađarski političar.

## Životopis
Do 1953. godine bio je član vlada i visokih partijskih foruma. Godine 1949. isključen je iz Politbiroa pod optužbom da ne prihvaća poljoprivrednu politiku Partije, no 1951. godine ponovno je postao član Politbiroa. Od 1952. godine bio je ministar i zamjenik predsjednika Vlade. 
Nakon Staljinove smrti, kao jedan od glavnih predstavnika novih strujanja postao je predsjednik vlade. Njegovu politiku nije odobravalo tadašnje mađarsko vodstvo na čelu s M. Rakosijem pa je 1955. godine bio smjenjen sa svih položaja i isključen iz Partije, no 1956. godine ponovno je vraćen na položaj premijera. Ubrzo je postao ključna ličnost tragičnih listopadskih zbivanja u Budimpešti, a kada su sovjetske trupe svojom intervencijom skršile ustanak, sklonio se u zgradu jugoslavenskog veleposlanstva u Budimpešti. Posredovanjem jugoslavenske vlade postignut je pismeni sporazum o prestanku azila Imre Nagya uz obvezu mađarske vlade da neće politički goniti sudionike budimpeštanskog ustanka koji su se sklonili u zgradu jugoslavenskog veleposlanstva. No, iste večeri Nagy je uhićen i odveden u unutrašnjost Mađarske. Na tajnom procesu suđeno mu je kao kontrarevolucionaru te je smaknut s još tri generala. 